# Möllesjön (Slättåkra socken, Halland, 631154-132545)
Möllesjön är en sjö i Halmstads kommun i Halland och ingår i Suseåns huvudavrinningsområde. Sjön är 8 meter djup, har en yta på 0,21 kvadratkilometer och befinner sig 156,4 meter över havet. Sjön avvattnas av vattendraget Döblaån. Vid provfiske har abborre fångats i sjön.

## Delavrinningsområde
Möllesjön ingår i det delavrinningsområde (630459-132180) som SMHI kallar för Mynnar i Suseån. Medelhöjden är 146 meter över havet och ytan är 20,59 kvadratkilometer. Det finns inga avrinningsområden uppströms utan avrinningsområdet är högsta punkten. Döblaån som avvattnar avrinningsområdet har biflödesordning 2, vilket innebär att vattnet flödar genom totalt 2 vattendrag innan det når havet efter 40 kilometer. Avrinningsområdet består mestadels av skog (74 %) och sankmarker (12 %). Avrinningsområdet har 0,78 kvadratkilometer vattenytor vilket ger det en sjöprocent på 3,8 %.